# Волейбол на летних Олимпийских играх 2024 (составы, мужчины)
В этой статье приводятся составы всех команд, участвующих в мужском турнире по волейболу летних Олимпийских играх 2024 года в Париже.

## Группа A

### Канада
Состав команды был объявлен 8 июля 2024 года. 
Тренер:  Туомас Саммелвуо
- Люк Херр[англ.] СВ
- Николас Хоаг[англ.] ДО
- Броди Хофер[англ.] ДО
- Данни Демьяненко[англ.] ЦБ
- Стивен Маар[англ.] ДО
- Бретт Уолш[англ.] СВ
- Ксандер Кетржински[англ.] ДИ
- Лукас ван Беркель[англ.] ЦБ
- Артур Шварц[англ.] ДИ
- Джастин Луи[англ.] Л
- Финн Маккарти[англ.] ЦБ
- Эрик Лёппки[англ.] ДО

### Франция
Состав команды был объявлен 8 июля 2024 года.
Тренер:  Андреа Джани
- Бартелеми Шиненьез[англ.] ЦБ
- Женя Гребенников Л
- Жан Патри[англ.] ДИ
- Бенжамен Тоньютти (К) СВ
- Кевин Тийи ДО
- Эрвин Нгапет ДО
- Антуан Бризар СВ
- Николя Ле Гофф ЦБ
- Тревор Клевено[англ.] ДО
- Ямин Луати[англ.] ДО
- Тео Фор[англ.] ДИ
- Кантен Жоффруа[англ.] ЦБ

### Сербия
Состав команды был объявлен 8 июля 2024 года.
Тренер:  Игор Колакович
- Урош Ковачевич (К) ДО
- Милорад Капур[англ.] Л
- Петар Крсманович ЦБ
- Марко Ивович ДО
- Никола Йовович СВ
- Миран Куюнджич[англ.] ДО
- Павле Перич[англ.] ДО
- Александар Атанасиевич ДИ
- Дражен Лубурич ДИ
- Марко Подрашчанин ЦБ
- Вук Тодорович[англ.] СВ
- Александар Неделькович[англ.] ЦБ

### Словения
Состав команды был объявлен 8 июля 2024 года.
Тренер:  Георге Крецу
- Тончек Штерн[англ.] ДИ
- Ален Паенк[англ.] ЦБ
- Ян Козамерник[англ.] ЦБ
- Деян Винчич[англ.] СВ
- Сашо Шталекар[англ.] ЦБ
- Яни Ковачич[англ.] Л
- Жига Штерн[англ.] Л
- Грегор Ропрет[англ.] СВ
- Тине Урнаут (К) ДО
- Клемен Чебуль[англ.] ДО
- Рок Можич[англ.] ДО
- Ник Муянович[англ.] ДИ

## Группа B

### Бразилия
Состав команды был объявлен 7 июля 2024 года.
Тренер:  Бернардиньо
- Бруно Резенде (К) СВ
- Лукас Бергманн[англ.] ДО
- Адриану Шавьер[англ.] ДО
- Йоанди Леаль[англ.] ДО
- Исак Сантос[англ.] ЦБ
- Фернанду Крелинг[англ.] СВ
- Лукас Сааткамп ЦБ
- Талес Хосс[англ.] Л
- Рикардо Лукарелли ДО
- Алан Соуза[англ.] ДИ
- Флавио Гуальберто[англ.] ЦБ
- Дарлан Соуза[англ.] ДИ

### Египет
Состав команды был объявлен 9 июля 2024 года.
Тренер:  Фернандо Муньос
- Ахмед Азаб Абдельрахман[англ.] ДО
- Мохамед Осман эль-Хаддад[англ.] ЦБ
- Мохамед Хассан[англ.] Л
- Абдельрахман Эйсса[англ.] ДО
- Мохамед Сайедин Асран[англ.] ДО
- Мохамед Масуд[англ.] ЦБ
- Хоссам Абдалла[англ.] (К) СВ
- Сейфельдин Хассан Али[англ.] ДИ
- Абдельрахман Сеуди[англ.] ЦБ
- Мостафа Абдельмоати[англ.]СВ
- Реда Хайкал[англ.] ДИ
- Мохамед Мустафа Исса[англ.] ДО

### Италия
Состав команды был объявлен 8 июля 2024 года.
Тренер:  Фердинандо де Джорджи
- Алессандро Микелетто[англ.] ДО
- Симоне Джанелли (К) СВ
- Фабио Балазо[англ.] Л
- Риккардо Сбертоли[англ.] СВ
- Джованни Сангинетти[англ.] ЦБ
- Маттиа Боттоло[англ.] ДО
- Джанлука Галасси[англ.] ЦБ
- Даниэле Лавиа[англ.] ДО
- Юри Романо[англ.] ДИ
- Роберто Руссо[англ.] ЦБ
- Алессандро Боволента[англ.] ДИ
- Лука Порро[англ.] ДО

### Польша
Состав команды был объявлен 8 июля 2024 года.
Тренер:  Никола Грбич
- Лукаш Качмарек[англ.] ДИ
- Бартош Курек (К) ДИ
- Вильфредо Леон ДО
- Александер Сливка ДО
- Гжегож Ломач[англ.] СВ
- Якуб Кохановский[англ.] ЦБ
- Камиль Семенюк[англ.] ДО
- Павел Заторский[англ.] Л
- Марцин Януш[англ.] СВ
- Матеуш Бенек[англ.] ЦБ
- Томаш Форналь[англ.] ДО
- Норберт Хубер[англ.] ЦБ

## Группа C

### Аргентина
Состав команды был объявлен 3 июля 2024 года.
Тренер:  Марсело Мендес
- Матиас Санчес[англ.] СВ
- Ян Мартинес[англ.] ДО
- Факундо Конте[англ.] ДО
- Агустин Лосер[англ.] ЦБ
- Сантьяго Данани Л
- Бруно Лима[англ.] ДИ
- Лучано де Чекко (К) СВ
- Пабло Кукарцев[англ.] ДИ
- Лусиано Висентин[англ.] ДО
- Мартин Рамос[англ.] ЦБ
- Лусиано Палонски[англ.] ДО
- Николас Зерба[англ.] ЦБ

### Германия
Состав команды был объявлен 28 июня 2024 года.
Тренер:  Михал Винярский
- Кристиан Фромм[англ.] ДО
- Мориц Райхерт[англ.] ДО
- Йоханнес Тилле[англ.] СВ
- Георг Гроцер ДИ
- Юдиан Зенгер[англ.] Л
- Лукас Кампа (К) СВ
- Антон Бреме[англ.] ЦБ
- Рубен Шотт[англ.] ДО
- Мориц Карлицек[англ.] ДО
- Тобиас Крик[англ.] ЦБ
- Тобиас Бранд[англ.] ДО
- Лукас Маазе[англ.] ЦБ

### Япония
Состав команды был объявлен 24 июня 2024 года.
Тренер:  Филипп Блен
- Юдзи Нисида[англ.]* ДИ
- Таиси Онодэра[англ.] ЦБ
- Акихиро Фукацу[англ.] СВ
- Кэнто Мияура[англ.] ДО
- Тацунори Оцука[англ.] ДО
- АКихиро Ямаути[англ.] ЦБ
- Масахиро Сэкита[англ.] СВ
- Кэнтаро Такахаси[англ.] ЦБ
- Ран Такахаси[англ.] ДО
- Юки Исикава[англ.] (К) ДО
- Масато Каи[англ.] ДО
- Томохиро Ямамото[англ.] Л

### США
Состав команды был объявлен 10 мая 2024 года.
Тренер:  Джон Спироу
- Мэттью Андерсон ДИ
- Аарон Расселл ДО
- Джеффри Джендрик ЦБ
- Тори Дефалко[англ.] ДО
- Мика Кристенсон (К) СВ
- Максвелл Холт ЦБ
- Мика Ма'а[англ.] СВ
- Томас Яшке ДО
- Гаррет Муагутутиа[англ.] ДО
- Тэйлор Аверилл[англ.] ЦБ
- Дэвид Смит ЦБ
- Эрик Сёдзи Л